# Царево ново рухо (филм из 1961)
„Царево ново рухо“ је југословенски филм из 1961. године. Режирао га је Анте Бабаја, а сценарио је писао Божидар Виолић.

## Радња
Поданици се труде додворити ауторитарном, но инфантилном владару, а једини који не пристаје затворити очи пред царевом стварном и пренесеном голотињом је дворска луда...

## Улоге
| Глумац             | Улога               |
| ------------------ | ------------------- |
| Златко Мадунић     | Наг                 |
| Ана Карић          | Вергинија           |
| Стево Вујатовић    | Цар                 |
| Александра Виолић  | Царица              |
| Иво Кадић          | Министар снова      |
| Антун Налис        | Капетан страже      |
| Вања Драх          | Луда                |
| Јосип Петричић     | Скочибуха           |
| Звонимир Рогоз     | Витез Сенилан       |
| Младен Шермент     | Ризничар            |
| Мирко Милисављевић | Мештар церемонијала |
| Емил Глад          | Коморник            |
| Мато Грковић       | Инквизитор          |
| Борис Бузанчић     | Исповједник         |
| Фахро Коњхоџић     | Писар               |
| Иво Фици           | Војник              |
| Санда Фидершег     | Дама 3              |
| Људевит Галић      | Телал               |
| Андро Лушичић      | Дворјанин 1         |
| Круно Валентић     | Дворјанин 2         |
| Божидар Бобан      | Дворјанин 4         |
| Вера Мишита        | Дама 1              |

Комплетна филмска екипа  ▼
| Редитељ                   | Анте Бабаја             |                                   |
| Сценариста                | Ханс Кристијан Андерсен |                                   |
| Сценариста                | Божидар Виолић          |                                   |
| Композитор                | Анђелко Клобучар        |                                   |
| Директор фотографије      | Октавијан Милетић       |                                   |
| Монтажер                  | Борис Тесија            |                                   |
| Сценограф                 | Звонимир Лончарић       |                                   |
| Костимограф               | Јагода Буић             |                                   |
| Одсек за шминку           | Јурица Габриса          | асистент шминкера                 |
| Менаџер продукције        | Љубомир Десантић        | директор филма                    |
| Менаџер продукције        | Жељко Домитровић        | вођа снимања                      |
| Менаџер продукције        | Срђан Дотлић            | вођа снимања                      |
| Менаџер продукције        | Домагој Живковић        | вођа снимања                      |
| Помоћник режије           | Дино Радојевић          | помоћник редитеља                 |
| Помоћник режије           | Божидар Виолић          | помоћник редитеља                 |
| Уметнички одсек           | Слободан Зуровац        | сценски реквизитер                |
| Одсек за звук             | Младен Пребил           | тон мајстор                       |
| Одсек за камеру и расвету | Миодраг Грбић           | први асистент сниматеља           |
| Одсек за камеру и расвету | Иван Каблер             | сценски мајстор                   |
| Одсек за камеру и расвету | Никола Силовић          | вођа расвете                      |
| Одсек за камеру и расвету | Славко Спудић           | вођа расвете                      |
| Одсек за камеру и расвету | Динко Супек             | други асистент камере             |
| Одсек за костим           | Агница Малингор         | гардеробер                        |
| Одсек за монтажу          | Мира Тесија             | асистент монтажера                |
| Музички одсек             | Теа Бруншид             | музички сарадник                  |
| Музички одсек             | Борис Папандопуло       | диригент                          |
| Остала екипа              | Дана Господнетиц        | секретар режије (као Дана Лончар) |
| Остала екипа              | Вера Малетић            | кореограф                         |

## Награде
Пула 61' - Диплома за костимографију